# Енес Халиловић
Енес Халиловић (Нови Пазар, 5. март 1977) српски је књижевник, новинар, економиста и правник. Основао је књижевни правац квантумизам (лат. Quantumismus).

## Биографија
Рођен у Новом Пазару, где је радио као новинар и оснивач је новинске агенције Sanapress 2000. године, као и књижевних часописа Sent 2001. године и веб часописа Eckermann 2016. године. Радио је као дописник радија Слободна Европа, дневног листа Блиц, новинске агенције ФоНет и портала ОКО Радио-телевизије Србије. Био је главни уредник телевизије Јединство од 2008. до 2013. године.
Пише приче, песме, драме, које објављује у књижевној периодици и засебним књигама, а заступљен је у бројним песничким и прозним антологијама у земљи и иностранству. Књиге Енеса Халиловића објављене су на енглеском, пољском, француском, македонском, турском, албанском, бугарском, руском и италијанском језику, а проза и поезија је превођена на енглески, немачки, шпански, руски, арапски, турски, француски, пољски, румунски, украјински, мађарски, словеначки, летонски, албански, македонски, грчки, бугарски, каталонски, ромски, дански, португалски, италијански, белоруски, јерменски, хебрејски, јапански и латински језик.
Драму Комад о новорођенчади која говоре премијерно су извели глумци берлинског театра Schaubühne 11. марта 2011. године. По Халиловићевом роману Ако дуго гледаш у понор, Златко Паковић је режирао истоимену представу која је премијерно изведена 27. децембра 2020. године. По Енесовој књизи Зидови, Митар Белојица је режирао представу која је премијерно изведена 5. јануара 2022. године. Истог дана је премијерно и приказан филм „Зидови”, такође урађен по мотивима Халиловићеве песничке књиге, а у режији Адема Тутића.
Редовни је члан Словенске академије наука и уметности у Варни у Бугарској од јануара 2023. године. Члан је Српског књижевног друштва.
Живи у Новом Пазару, ожењен је и отац је двоје деце.

## Награде
- Златна значка за допринос култури
- Награда „Бранко Миљковић”, за збирку Песме из болести и здравља, 2012.[11]
- Награда „Ђура Јакшић”, за збирку Песме из болести и здравља, 2012.[12]
- Награда „Меша Селимовић”, за књигу песама Зидови, 2015.[13]
- Награда „Стеван Сремац”, за роман Ако дуго гледаш у понор, 2017.[14]
- Награда „Ахмед Вали”, за посебно остварење у култури и уметности, 2016.[15]
- Награда „Сергије Лајковић”, за уреднички рад у Sent-у.
- Награда „Златно слово”, награда књижевног часописа Акт, 2020.[16]
- Награда „Златни сунцокрет”, за роман Људи без гробова, за 2020.[17]
- Награда „Григорије Божовић”, за роман Људи без гробова, за 2020.[18]
- Награда „Заплањски орфеј”, за песму Нека жена и ја, 2022.[19]
- Награда „Кочићево перо”, за књигу Секвоја, 2022.

## Дела

#### Збирке поезије
- Средње слово (1995)
- Блудни парип (2000)
- Листови на води (2007)
- Песме из болести и здравља (2011)
- Ломача (изабране песме, 2012)
- Зидови (2014)
- Бангладеш, Манифест квантумизма, спев (2019)
- Секвоја: паралелепипед (2022)
- Песме из болести и здравља (2022)

#### Збирке прича
- Потомци одбијених просаца (2004)
- Капиларне појаве (2006)
- Чудна књига (2017)

#### Драме
- Ин виво, 26 кратких драма (2004)
- Кемет (2010)
- Земља (2022)

#### Романи
- Еп о води (2012),
- Ако дуго гледаш у понор (2016)
- Људи без гробова: Голдбахова хипотеза (2020)

#### Друго
- Загонетке (172 загонетке; коауторство са Елмом Халиловић; 2015)